# 白樺站

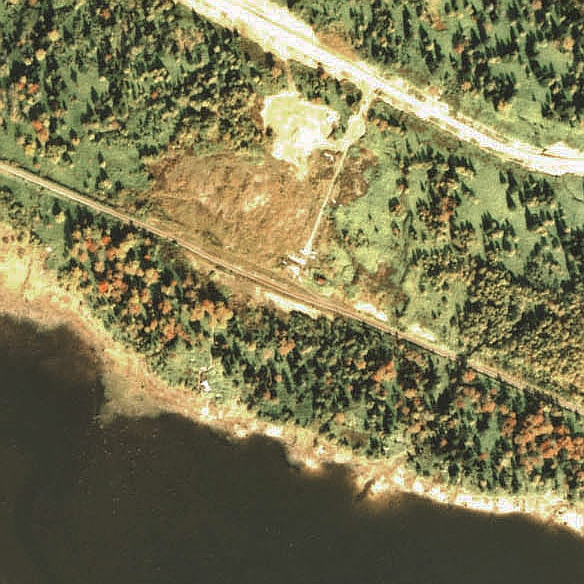
1977年的白樺站與方圓約500米範圍。右邊是名寄方向。曾經站內會起載木材。在站前東邊為住宅區，西邊斜角處為堆場。原本站內設有1面2線的島式月台。車站大樓旁邊設有貨物專用副本線和貨物月台，在蕗之台一方設有引込線。圖中與蕗之台一樣，周邊都是無人的荒野。由車站大樓變成一座小型候車室，島式月台與車站大樓已經消失了。

白樺站（日语：／ Shirakaba eki */?）是位於北海道雨龍郡幌加內町，北海道旅客鐵道（JR北海道）的深名線車站（廢站）。由於使用人次減少，車站在1990年（平成2年）3月10日廢除。

## 歷史
車站位於原始森林中。車站在開拓基地為背景下啟用。
車站位於北海道大學農學部演習林中（泥川事業區）。與蕗之台一樣，在1929年（昭和4年）起開始有林業相關人士出入，於附近「泥川」的伐木場地會使用武僧別川和雨龍川運送木材（木材漂流）。在1940年（昭和15年）進行鐵路延伸時，有可能會在附近地區發展小市區，靠近演習林一方的站前預定地點會發展住宅。在「林內植民地」預定地區進行小區調查。此站當初有來自添牛內的人於此站進行開拓，在3年後撤退。最後只有一些林業相關人士繼續居住。此站也是一座木材起載基地，與蕗之台一樣，站內堆放了木材，在1956年（昭和31年）度的木材年間發送量達到12,000公噸。後來由於進口自由化，使運輸木材量立刻停止。在1955年（昭和30年），原本人口為100的小社區激減。在1961年（昭和36年）起成為無人車站。最後1名村民離開的日子在1964年（昭和39年）4月至1965年（昭和40年）9月之間，自從成為無人地帶。
- 1941年（昭和16年）10月10日 - 鐵道省深名線朱鞠內站至初茶志內站（後來為天鹽彌生站）之間開通（深名線全線開通）[4][5]。當時為一般車站[6]。
- 1949年（昭和24年）6月1日 - 日本國有鐵道成立，成為日本國有鐵道車站。
- 1960年（昭和35年）12月10日 - 結束處理貨物和行李[5]。
- 1961年（昭和36年）4月1日 - 成為無人車站[5]。
- 1977年（昭和52年）12月1日 - 當年起，車站於冬季暫停服務[6]。暫停期間為當日至翌年3月31日。
- 1980年（昭和55年）12月1日 - 同年冬季暫停營運時期延長，直至翌年4月20日。
- 1984年（昭和59年）12月1日 - 同年冬季暫停營運時期延長，直至翌年4月30日。
- 1987年（昭和62年）4月1日 - 伴隨國鐵分割民營化，車站由北海道旅客鐵道（JR北海道）營運。同時降級為臨時站（日语：臨時駅）[6]。
- 1990年（平成2年）3月10日 - 在冬季停業期間廢除[6]。

## 站名的由來
附近沒有地名為「白樺」，名稱取自當地一帶為白樺之密林而命名。曾經有一段時期的字名為「字白樺」，後來在1982年（昭和57年）廢除該字。

## 車站構造
截至車站廢除前，車站是一座地面車站，設有1面1線的單式月台。月台位於路軌北邊（名寄方向會開啟左邊車門），站內沒有轉轍器。原本設有1面2線的島式月台和貨物月台（貨物側線），當時可進行列車交會。月台前後的路軌均設有彎位，這是分支留下來的走線。
此站是無人車站，在有人車站時代，車站大樓被撤走，並以預製構件方式建造候車室。月台曾經以泥土升高而成，月台地面使用木板搭建，與臨時乘降場的月台相同規格。後來在冬季停業期間會把月台一度撤走。在深川一方（南邊）設有斜道。

## 車站周邊
站前設有前述提及的北大演習林。車站附近設有林業相關人士的住宅、日通營業所和鐵路職員住宅。
- 北海道道688號名寄遠別線（日语：北海道道688号名寄遠別線）
- 朱鞠內湖（日语：朱鞠内湖）（雨龍第1水壩（日语：雨竜第1ダム））
- 北海道大學演習林[8]

## 現況
在車站廢除後，路軌仍然設有彎位，因此可得知車站遺址。
在深名線廢除後，候車室仍然存在。截至2000年（平成12年），車站樓梯還保留了山白竹，站內還保留了一台轉轍器。截至2010年（平成22年），樓梯還存在。截至2011年（平成23年），可確認站內除了樓梯外過有手寫的站名牌。

## 相鄰車站
北海道旅客鐵道（JR北海道）
深名線
湖畔－（臨）蕗之台－（臨）白樺－北母子里
蕗之台站在1990年（平成2年）3月10日廢除。

## 注腳
1. 1 2 3 4  書籍《JR・私鉄全線各駅停車1 北海道630駅》（小學館，1993年6月發行）77頁。
2. 1 2 3 4 5 6  新幌加內町史 2008年3月發行 P229-230。
3. ↑  《北海道大学 演習林60年の歩み》1963年3月發行、P110。
4. 1 2   第1版. 札幌市: 日本国有鉄道北海道総局. 1973-3-25: 115. ASIN B000J9RBUY （日语）.
5. 1 2 3  《北海道鉄道百年史 下巻》1981年3月 日本國有鐵道北海道總局 編集、發行。第5編資料/1年表。
6. 1 2 3 4  《停車場変遷大事典 国鉄・JR編 II》1998年10月 JTB編集、發行。
7. 1 2  書籍《国鉄全線各駅停車1 北海道690駅》（小學館，1983年7月發行）206頁。
8. ↑  書籍《北海道道路地図 改訂版》（地勢堂，1980年3月發行）15頁。
9. 1 2  書籍《北海道の鉄道廃線跡》（著：本久公洋，北海道新聞社，2011年9月發行）180頁。
10. ↑  書籍《鉄道廃線跡を歩くVII》（JTB出版，2000年1月發行）36-37頁。
11. ↑  書籍《新 鉄道廃線跡を歩く1 北海道・北東北編》（JTB出版，2010年4月發行）42-43頁。